# The Congos
The Congos is een Jamaicaanse rootsreggaegroep, opgericht door Roydel Johnson en Cedric Myton. De groep is sinds de jaren zeventig actief. Hun bekendste album is Heart of the Congos uit 1977.